# Otočić Veli Čutin
Otočić Veli Čutin är en ö i Kroatien.   Den ligger i länet Gorski kotar, i den sydvästra delen av landet, 170 km sydväst om huvudstaden Zagreb. 